# Lasioglossum proximum
Lasioglossum proximum là một loài Hymenoptera trong họ Halictidae. Loài này được Rayment mô tả khoa học năm 1947.